# Miłaczew (powiat turecki)
Miłaczew – wieś w Polsce położona w województwie wielkopolskim, w powiecie tureckim, w gminie Malanów.

## Historia
Do wybuchu II wojny światowej wieś wchodziła w skład gminy Skarżyn, nosząc nazwę Milaczew.
W latach 1975–1998 miejscowość należała administracyjnie do województwa konińskiego.

## Szkoła podstawowa
W miejscowości znajduje się szkoła podstawowa, do której uczęszczają dzieci z okolicznych miejscowości.
W roku 1911 rząd rosyjski wydał zgodę na budowę szkoły. Budowę tego budynku ukończono w 1913 roku (wcześniej zajęcia odbywały się w pomieszczeniach prywatnych. Do roku 1925 była to placówka dwuklasowa, a do wybuchu wojny zajęcia odbywały się w dwóćh klasach.
Kolejna poważniejsze remontu placówki przeprowadzono w latach 1946–1947 oraz 1959–1960.
Przełomową datą w historii szkoły był rok 1997, kiedy to ówczesne władze gminy zadecydowały o rozbudowie. Prace budowlane trwały od końca sierpnia 1999 roku początku kwietnia 2003 roku.